# 茅城島村
茅城島村（ちしろじまむら）は、かつて新潟県中蒲原郡にあった村。1901年11月1日の分割合併によって消滅し、現在は新潟市江南区の一部となっている。
以下の記述は合併直前当時の旧茅城島村に関しての記述であり、現在では名称等が異なる場合がある。なお、ここに記述されていない内容に関しては新潟市などの記事を参照。

## 沿革
- 1889年（明治22年）4月1日 - 町村制施行に伴い中蒲原郡茅野山村、城所村が合併し、茅ノ城村（ちのしろむら）が発足。村役場は大字城所に設置[2]。
- 1890年（明治23年）3月14日 - 名称を茅城島村に変更。このころ村役場を大字茅野山へ移転[3]

- 1901年（明治34年）11月1日 - 村域を二分割し、次のとおり隣接自治体と合併して消滅。
  - 大字城所 → 中蒲原郡亀田町、袋津村と合併し亀田町を新設
  - 大字茅野山 → 中蒲原郡早通村と合併し早通村を新設

## 地域
茅城島村は、合併した村名を継承する以下の大字で構成される。
茅野山（ちのやま）
1889年（明治22年）まであった茅野山村の区域。現在の新潟市江南区茅野山。
城所（じょうしょ）
1889年（明治22年）まであった城所村の区域。現在の新潟市江南区城所。